# SK Rapid Wien
O SK Rapid Wien (Sportklub Rapid Wien), Rapid Viena ou Rapid de Viena é um clube de futebol da Áustria, sediado em Viena.
É o clube mais vitorioso de seu país e um dos mais populares. O seu maior rival é o FK Austria Wien, com quem faz o clássico conhecido como Dérbi de Viena.
O Rapid é conhecido como os alvi-verdes, por causa das cores de seu uniforme. Seu estádio é o Allianz Stadion, localizado em Hütteldorf, distrito periférico da Grande Viena, com capacidade para cerca de 28.500 pessoas.

## História
O Rapid Sports Club foi fundado em 1897 como “1. Wiener Arbeiter Fußballklub “, assumindo o nome de Rapid em 8 de janeiro de 1899; as cores vermelho-azuladas originais foram substituídas pelas cores atuais seis anos depois. 
O clube conquistou 32 títulos do campeonato austríaco até agora, tornando-se o recordista nesse quesito. O Rapid também foi capaz de comemorar grandes sucessos internacionais ao vencer a Mitropa Cup em 1930 e 1951 e ao chegar à final da European Cup Winners 'Cup em 1985 e 1996. 
Em 1938 e 1941, na época do nazismo, o Rapid também se tornou vencedor da Copa da Alemanha e do Campeonato Alemão de Futebol, respectivamente. O clube sempre jogou na primeira divisão desde a primeira temporada do Campeonato Austríaco em 1911/12.
O Rapid pode carregar três estrelas sob o seu escudo, pois uma estrela é concedida a cada dez títulos do Campeonato Austríaco.

## Elenco atual

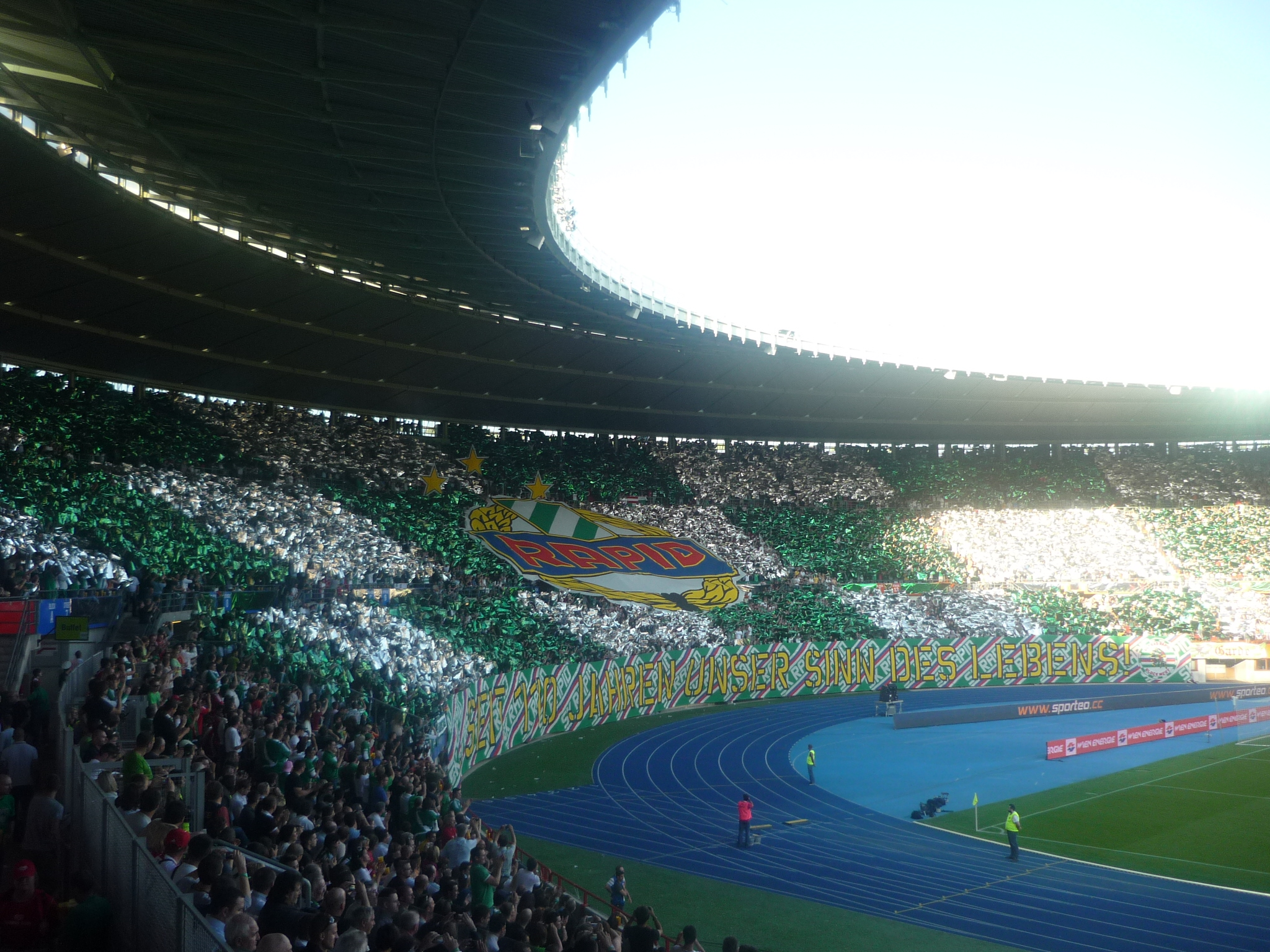
Coreografia no Ernst-Happel-Stadion em amistoso contra o Liverpool FC.

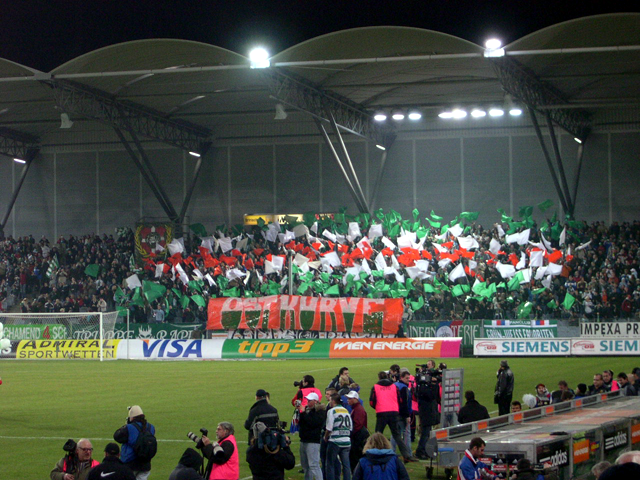
Coreografia na Ost-Tribüne.

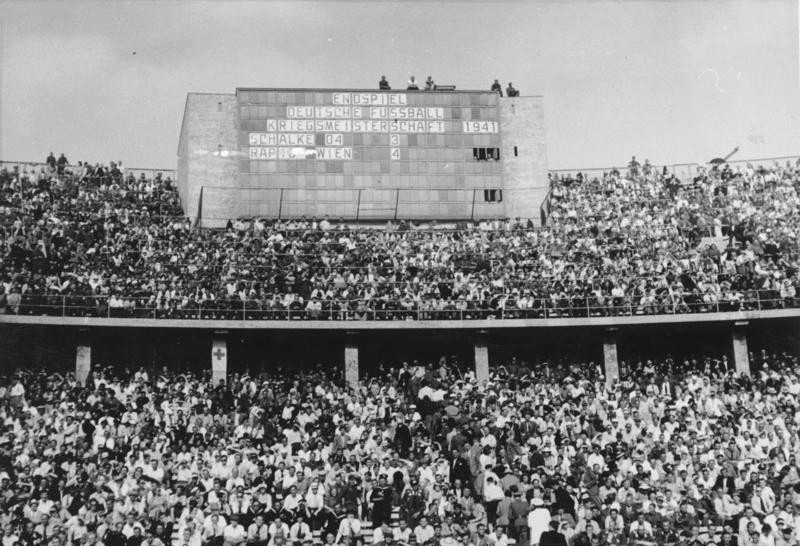
Em 1941 o Rapid Viena ganhou o campeonato alemão contra o FC Schalke 04 com um 4–3.

Última atualização: 19 de março de 2025.

## Títulos
| INTERNACIONAIS       | INTERNACIONAIS                  | INTERNACIONAIS | INTERNACIONAIS |
|                      | Competição                      | Títulos        | Temporadas |
| -------------------- | ------------------------------- | -------------- | --- |
|                      | Copa Mitropa                    | 2              | 1930, 1951 |
| NACIONAIS            |                                 |                | |
|                      | Competição                      | Títulos        | Temporadas |
|                      | Campeonato Austríaco de Futebol | 32             | 1912, 1913, 1916, 1917, 1919, 1920, 1921, 1923, 1929, 1930, 1935, 1938, 1940, 1941, 1946, 1948, 1951, 1952, 1954, 1956, 1957, 1960, 1964, 1967, 1968, 1982, 1983, 1987, 1988, 1996, 2005, 2008 |
|                      | Copa da Áustria                 | 14             | 1919, 1920, 1927, 1946, 1961, 1968, 1969, 1972, 1976, 1983, 1984, 1985, 1987, 1995 |
|                      | Supercopa da Áustria            | 3              | 1986, 1987, 1988 |
| NACIONAIS - ALEMANHA |                                 |                | |
|                      | Competição                      | Títulos        | Temporadas |
|                      | Campeonato Alemão de Futebol    | 1              | 1941(1) |
|                      | Copa da Alemanha                | 1              | 1938(1) |